# Ockelbo (commune)
La commune d'Ockelbo est une commune du comté de Gävleborg en Suède. En 2014, 5 765 personnes y vivaient. Son siège se trouve à Ockelbo.

## Localités principales

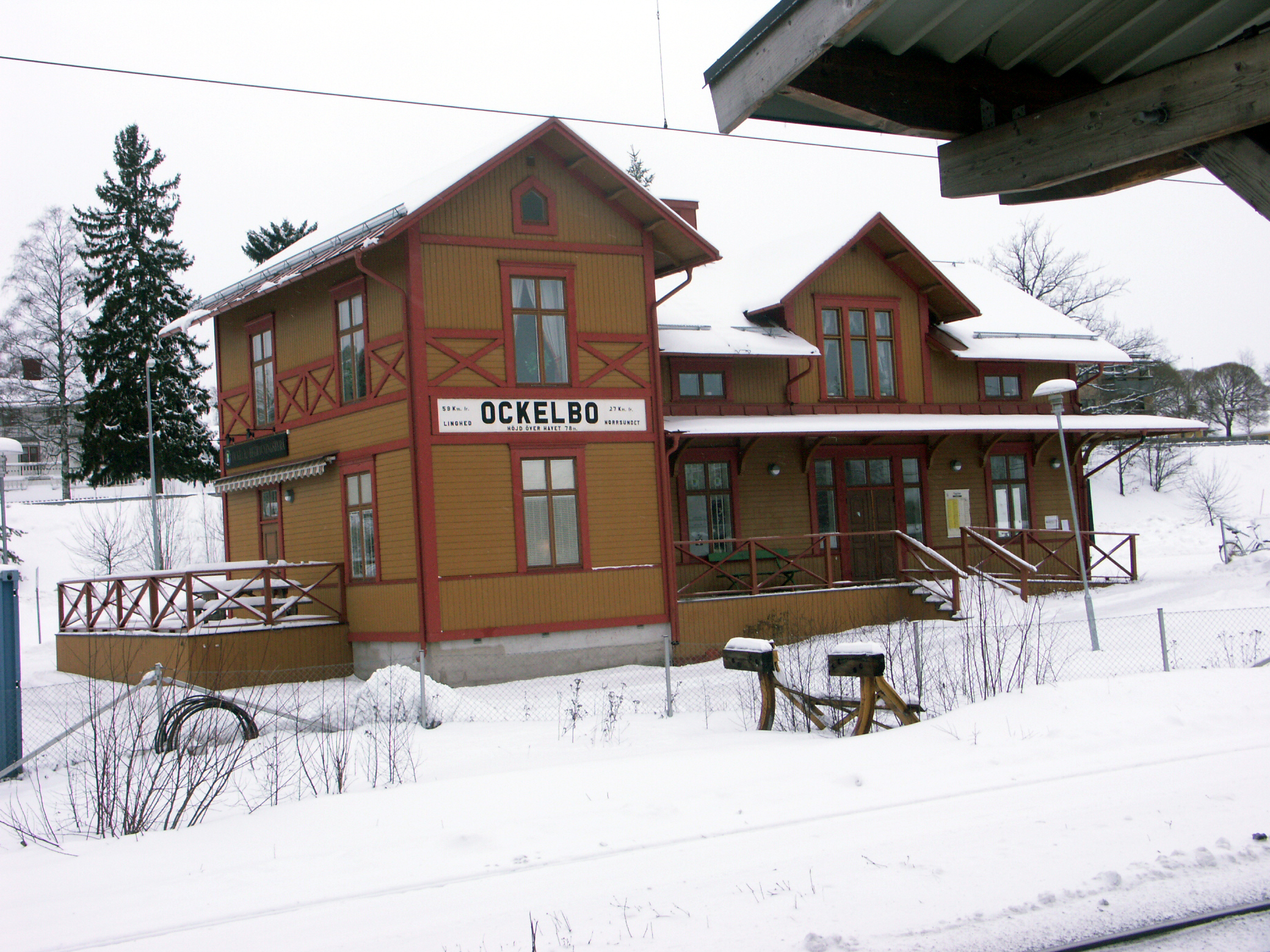
La gare à Ockelbo.

- Åmot
- Jädraås
- Lingbo
- Ockelbo

## Personnalités célèbres
- Daniel Westling, époux de la princesse Victoria de Suède, a grandi dans cette ville avec sa sœur et ses parents.

## Jumelages
Ockelbo fait partie de la Charte des Communes Rurales d'Europe qui comprend une entité par État membre de l’Union européenne, soit 27 autres communes, :
- Hepstedt (Allemagne)
- Lassee (Autriche)
- Bièvre (Belgique)
- Slivo pole (Bulgarie)
- Léfkara (Chypre)
- Tisno (Croatie)
- Næstved (Danemark)
- Bienvenida (Espagne)
- Põlva (Estonie)
- Kannus (Finlande)
- Cissé (France)
- Kolindros (Grèce)
- Nagycenk (Hongrie)
- Cashel (Irlande)
- Bucine (Italie)
- Kandava (Lettonie)
- Žagarė (Lituanie)
- Troisvierges (Luxembourg)
- Nadur (Malte)
- Esch (Pays-Bas)
- Strzyżów (Pologne)
- Samuel (Portugal)
- Starý Poddvorov (Tchéquie)
- Ibănești (Roumanie)
- Desborough (Royaume-Uni)
- Medzev (Slovaquie)
- Moravče (Slovénie)